# Swissauto
Die Wenko AG, Burgdorf (Marktauftritt auch swissauto) ist ein Schweizer Unternehmen, das sich mit der Entwicklung und dem Bau von Verbrennungsmotoren sowie verschiedener Arten Aufladesystemen befasst.
Das Unternehmen wurde 1987 von Urs Wenger und Beat Kohler gegründet und beschäftigte bis zur Übernahme durch Polaris Industries aus Medina, Vereinigte Staaten an zwei Standorten etwa 30 Mitarbeiter. Die Mitarbeiter am Standort Burgdorf wurden in die neu gegründete swissauto powersport llc übernommen, während der Standort Mellingen in die Firma sa-charging solutions AG abgespalten wurde. Bei swissauto powersport llc in Burgdorf werden Motoren und Fahrzeug-Prototypen konstruiert und bei sa-charging solutions AG in Mellingen findet die Entwicklung von Aufladegeräten sowie Dauertests von Motoren statt. Die Entwicklung, Vertrieb und Vermarktung des Swissauto 250 Kartmotors wurde durch die neugegründete Firma Helvenco AG in Burgdorf übernommen.

## Geschichte

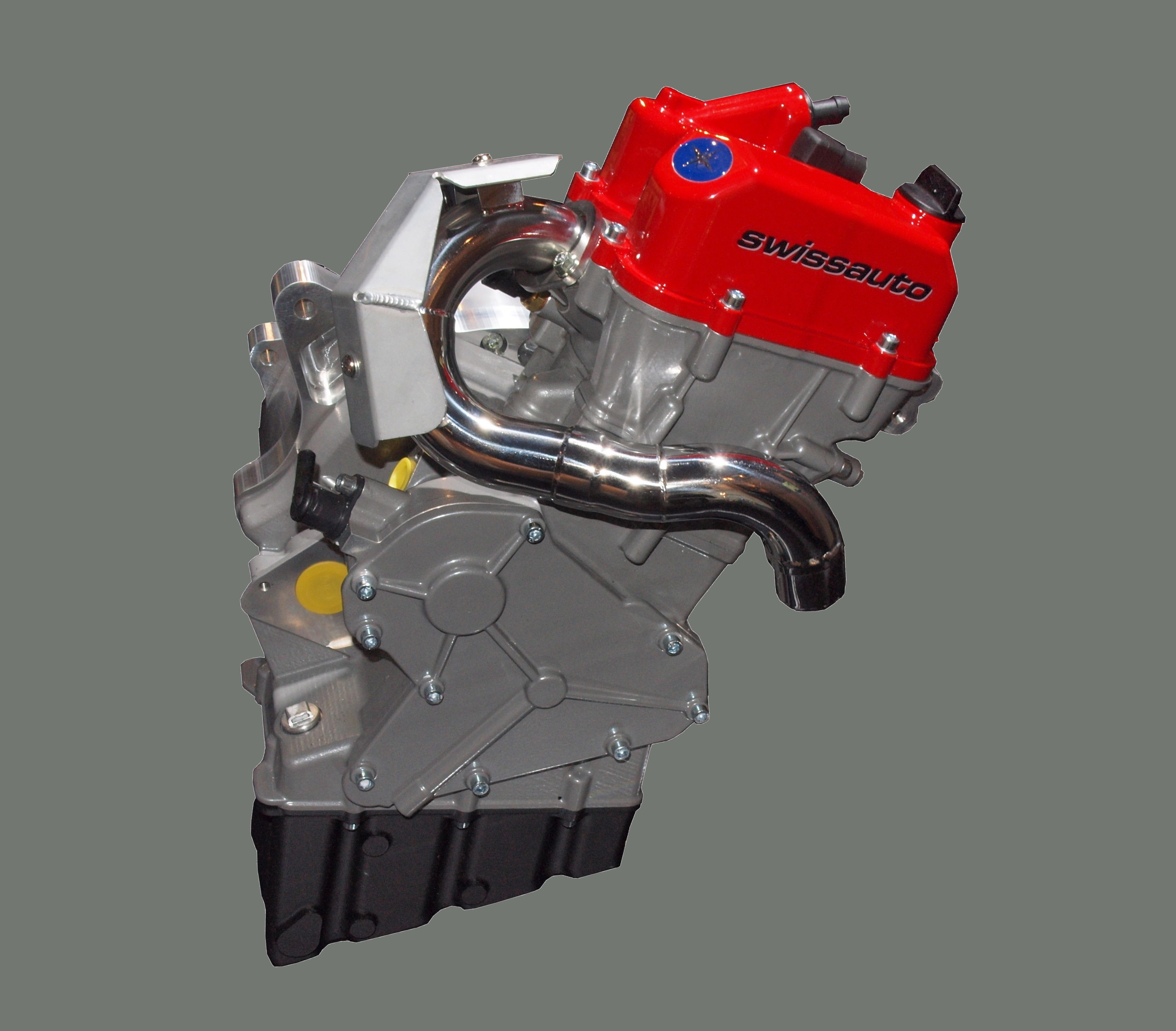
Einzylinder-Verbrennungsmotor mit Generator als Range Extender für ein Hybridfahrzeug; auf der IAA 2011 präsentiert

Im Jahr 1989 arbeitete das Unternehmen an der Optimierung des Judd-V8-Motors des Brabham-Formel-1-Teams, mit dem Stefano Modena beim Grossen Preis von Monaco hinter den beiden McLaren-Honda von Ayrton Senna und Alain Prost den dritten Platz errang.
1992 arbeitete Wenko an der Konzept- und Motorentwicklung sowie an der Fertigung des Swatch-Auto-Prototyps, eines Vorprojekts des Smart. Im Jahr 1996 stellte das Unternehmen das Niedrigverbrauchskonzeptes SAVE auf Basis des Smile-Fahrzeuges fertig, welches das erste offizielle Drei-Liter-Auto mit Benzinmotor und Strassenzulassung darstellte. Dieses Fahrzeugkonzeptes wurde 1997 mit dem idée-suisse-Preis ausgezeichnet.
Im Jahr 1998 erfolgte die Neuentwicklung des MPE-750-Motors in Zusammenarbeit mit der Weber-Motor AG aus Markdorf, der später in verschiedenen Anwendungen und Bauvarianten implementiert wurde. Ausserdem wurde die ehemalige Comprex AG in Mellingen übernommen.
2000 erhielt das Unternehmen die OECD-Auszeichnung für nachhaltige Technologie im Bereich Verkehr und Infrastruktur. Im Jahr 2001 begann die Serienfertigung des SA 250, der heute der weltweit erfolgreichste Viertakt-Kart-Rennmotor ist. Ausserdem entwickelt Wenko seit 2003 Motoren für Jetskis und Schneemobile, die bereits zahlreiche Weltmeistertitel in ihren Kategorien gewinnen konnten.
Im Jahr 2007 schloss man einen Zusammenarbeitsvertrag mit AVL Graz über die Entwicklung eines neuartigen, leistungsfähigen Prüfstandes zur Vermessung und Entwicklung von Turboladern.
2008 wurde ein Prototyp auf Basis eines VW Golf V fertiggestellt, der über einen 1,0-Liter-Motor mit Hyprex-Druckwellenaufladung und 110 kW (150 PS) verfügte.
2010 kauft Polaris Industries aus Medina, USA Swissauto.
| technische Daten des 500-cm³-Swissauto-V4-Motors | technische Daten des 500-cm³-Swissauto-V4-Motors | technische Daten des 500-cm³-Swissauto-V4-Motors |
| ------------------------------------------------ | ------------------------------------------------ | ------------------------------------------------ |
| Motortyp                                         | wassergekühlter V4-Zweitaktmotor                 |                                                  |
| Hubraum                                          | 499,27 cm³                                       |                                                  |
| Leistung                                         | ca. 200 PS bei 12.500 min−1                      |                                                  |
| Gemischbildung                                   | 4 Mikuni-Vergaser                                |                                                  |
| Zündung                                          | Kondensatorentladungszündung                     |                                                  |
| Kupplung                                         | Mehrscheiben-Trockenkupplung                     |                                                  |
| Kraftübertragung                                 | Sechsgang-Kassettengetriebe                      |                                                  |
| Sekundärantrieb                                  | Kette                                            |                                                  |

## Motorrad-Weltmeisterschaft
Bereits 1992, 1993 und 1994 gewannen die Schweizer Rolf Biland und Kurt Waltisperg den WM-Titel in der Gespann-Klasse. Sie setzten in ihrem LCR-Gespann einen von Swissauto weiterentwickelten Krauser-Zweitakt-Vierzylinder ein. 1994 starteten die Schweizer erstmals mit der Motorbezeichnung Swissauto und gewannen neben dem Fahrer-Titel auch den Konstrukteurs-WM-Titel.
Im Jahr 1995 entwickelte man einen eigenen, sehr leichten und kompakten Zweitakt-V4-Motor mit 500 cm³ Hubraum für den Einsatz in der Motorrad-Weltmeisterschaft.
1996 setzten neben Biland / Waltisperg auch die Schweizer Brüder Paul und Charly Güdel sowie einige weitere Duos Swissauto-Motoren unter der Bezeichnung B.R.M.-Swissauto in ihren Seitenwagen ein. B.R.M. stand hierbei für Büchel Renn Motoren. Zwar gewann keines der Swissauto-Gespanne den Fahrertitel, in der Konstrukteurs-WM war man aber wieder erfolgreich.
Ab 1996 wurde der 500-cm³-Motor von verschiedenen Herstellern in der Halbliter-Soloklasse eingesetzt. Den Anfang machte die ELF 500 ROC in den Jahren 1996 und 1997, mit der der Spanier Juan Borja die WM-Ränge 13 und 17 erreichte.
In den Jahren 1998 und 1999 setzte der deutsche Hersteller MuZ den Motor in seiner MuZ 500 ein und erreichte mit Fahrern wie Doriano Romboni, Luca Cadalora, Jürgen van den Goorbergh gegen die drei grossen japanischen Werke beachtliche Erfolge. So standen nach zwei Jahren zwei Pole-Positionen und zwei Schnellste Rennrunden zu Buche. Im Jahr 1999 erfolgte sogar die gesamte Planung sowie der Bau der Maschine in Swissauto-Eigenregie.
2001 setzte das neu formierte Pulse-Racing-Team unter der Bezeichnung Pulse 500 aufgekaufte MuZ-Maschinen ein. Das Team hatte jedoch grosse finanzielle Probleme, konnte deshalb keine Tests oder Weiterentwicklung durchführen und zog sich nach nur drei WM-Punkten am Saisonende aus der WM zurück.

## Automobilproduktion
1987 stellte das Unternehmen das Modell Al Capone vor. Dies war ein Hot Rod im Stile der 1930er Jahre. Für den Antrieb sorgte ein V8-Motor von Chevrolet mit 5900 cm³ Hubraum und 511 PS Leistung. Pläne, Fahrzeuge in Deutschland abzusetzen, scheiterten an den deutschen Zulassungsbestimmungen.